# 伊豆戸田荘
伊豆戸田荘（いずへだそう）は、静岡県沼津市戸田字牛ヶ洞にあった国民宿舎。2006年（平成18年）に閉館した。

## 歴史
1965年（昭和40年）のマリアナ海域漁船遭難事故遺族救済のために旧戸田村の国民宿舎として設置された。建物は鉄筋コンクリート造で地上4階建てのビルだった。建物には客室20室（8畳15室、12畳5室）、大広間60畳、大浴場2カ所、食堂などがあった。
2005年（平成17年）の旧戸田村と沼津市との合併により沼津市営となったが、翌2006年（平成18年）に閉館した。旧伊豆戸田荘の建物は耐震性の基準を満たしていなかったが、2022年度（令和4年度）に建物は解体され、一部に残地構造物はあるものの更地となった。

## 跡地
沼津市が提案型公民連携制度により民間事業者の活用提案を募集したところ、佐藤雅彦教育文化財団が沼津市に活用方法を提案し、沼津市から優先交渉者に選ばれた。旧戸田村出身で「ピタゴラスイッチ」の監修などを務める東京芸術大学名誉教授の佐藤雅彦が跡地に自身の作品を展示する「富士山と海を見ながら考えるミュージアム」を建設する構想を明らかにした。2029年ごろの完成を目指している。

## 所在地
- 静岡県沼津市戸田字牛ヶ洞3705-10[2]